# 하진 태계문집 목판
하진 태계문집 목판(河溍 台溪先生 木板)은 대한민국 경상남도 진주시 명석면에 있는, 조선 인조 때의 문신인 태계 하진(河溍,1597∼1658)의 시문과 글을 모아 숙종 9년(1683)에 판에 새겨 간행한 책판이다.
1985년 1월 14일 경상남도의 유형문화재 제241호 태계선생문집책판으로 지정되었다가, 2018년 12월 20일 현재의 명칭으로 변경되었다.

## 개요
조선 인조 때의 문신인 태계 하진(河溍,1597∼1658)의 시문과 글을 모아 숙종 9년(1683)에 판에 새겨 간행한 것이다.
하진은 인조 2년(1624)에 진사가 되고, 인조11년(1633)에 문과에 급제하여 사간원정언, 사헌부지평을 지냈다.
이 문집에는 시(詩), 부(賦), 상소, 책(策), 논(論), 변(辯), 서(書) 등의 내용이 수록되어 있다. 책판은 총 174매가 현재 태계정에 보관되어 있다.

## 같이 보기
- 하진

## 참고 문헌
- 하진 태계문집 목판 - 국가유산청 국가유산포털